# 명청관화
명청관화(중국어 간체자: 明清官话, 정체자: 明淸官話, 병음: Guānhuà, 직역: 관용 언어) 혹은 만다린(Mandarin), 후기제국 공용어(late imperial lingua franca)는 명(明)과 청(淸) 두 왕조 시기에 중화제국(中華帝國, Chinese empire) 행정에서 공용어로 사용된 언어이다. 그것은 중국의 여러 지역에서 사용되는 여러 중국어의 상호불통성(mutual unintelligibility)을 피한다는 실용적인 조치로 등장했다. 따라서 관화 습득은 관력(官履)에 필수였으나 공식적으로 정의된 적은 없다. 관화는 만다린 방언에 기초한 코이네(koiné)였다. 남경(南京) 주변에서 사용되는 남방 관화 변종은 명말에 널리 퍼졌지만, 나중에 북경 방언에 기초한 형식이 19세기 중반에 무대를 차지했고 20세기에 표준 중국어로 발전했다. 일부 19세기 작품에서는 궁중 방언(court dialect)이라고 불렀다.

## 역사
후기제국 시기(late imperial period), 중국어의 지역적 변종은 다른 성(省) 사람들이 서로 이해할 수 없을 정도로 갈라졌다. 다른 성의 관리들, 그리고 관리들이 배치된 지역의 관리들과 주민들 사이의 의사 소통을 용이하게 하기 위해 제국 행정부는 다양한 북부 방언을 기반으로 하는 자연공통어(koiné)를 채택했다. 명 초기 관화는 여느 특정한 한 방언과만 동일하지 않았다. 그렇다 해도 명나라 최초의 수도이자 주요 문화 중심지인 남경의 방언은 명조 내내 점진적으로 특권을 얻었다. 때로 중세관화(Middle Mandarin)로도 불리는 명청 왕조의 이 표준 언어는 남경 방언을 기반으로 하지 않았다.
1375년 홍무제(洪武帝)는 홍무정운(洪武正韻)이라는 사전 편찬을 지시하여 표준 발음을 제공하고자 하였다. 송(宋)의 운서(韻書)와 운도(韻圖)의 전통을 일탈했다는 비판과 당대의 고급 언어의 기준을 정확히 반영하지 못했다는 비판이 쏟아지면서 사전은 좋은 성과를 내지 못하였다.
1455년, 조선의 학자 신숙주(申叔舟)가 『홍무정운역훈(洪武正韻譯訓)』을 편찬하면서, 새로 창제된 한글을 사용하여 각 단어의 중국어 발음을 제공하여 보강하였다. 신숙주는 정음(正音, standard reading) 외에도 속음(俗音, popular reading)도 기록했으며, 그 중 일부는 최세진(崔世珍)의 글에도 보존되어 있다. 김광조는 이러한 자료에 대한 광범위한 연구에서 신숙주의 정음 표기는 이전의 사전에 기재된 이상화된 음운을 구성하는 반면, 속음은 당시의 발음을 반영한다고 결론지었다. 반대로, 위지치평(尉遲治平)과 웰든 사우스 코블린(Weldon South Coblin)은 이 두 독음이 15세기 표준 발음의 다른 버전을 반영한다고 주장한다.
관용 언어라는 뜻의 관화라는 용어는 16세기 중반에 중국 문헌에 처음 등장했다. 16세기 후반에 예수회 선교사 마테오 리치(Mateo Ricci, 중문명 利瑪竇)는 그의 일기에서 이 용어를 사용했다.

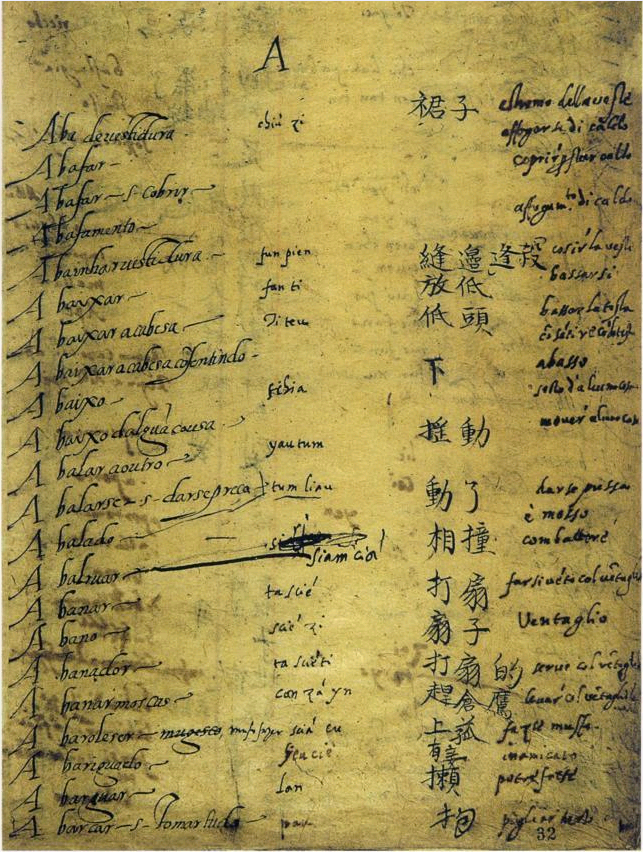
마테오 리치와 미켈레 루지에리가 출판한 포르투갈어-관화 사전

선교사들은 이 표준 언어의 유용성을 인식하고 연구에 착수했다. 그들은 관화라는 용어를 유럽언어로 língua mandarim (포르투갈어) 및 la lengua mandarina (스페인어)로 옮겨, 관화 또는 제국 관리의 언어를 의미하였다  리치와 미켈레 루지에리(Michele Ruggieri, 중문명 羅明堅)는 1580년대에 포르투갈어-관화 사전을 편찬했다. 니콜라 트리고(Nicholas Trigault, 중문명 金尼閣)의 관화 발음 가이드는 1626년에 출판되었다. 관화 문법은 프란시스코 바로(Francisco Varo)(1672년에 완성되었지만 1703년까지 인쇄되지 않음)와 조세프 프레마르(Joseph Prémare)(1730)가 제작했다.
1728년, 옹정제(雍正帝)는 광동(廣東)과 복건(福建) 관리들의 억양을 알아들을 수 없었고, 그 지방의 독무(督撫)들에게 정확한 발음을 가르칠 것을 요구하는 법령을 발표했다. 비록 그 결과로 나온 정음서원(正音書院)은 금방 사라졌지만, 법령은 이상적인 발음에 대한 통찰력을 제공하는 많은 교과서를 나오게 하였다.

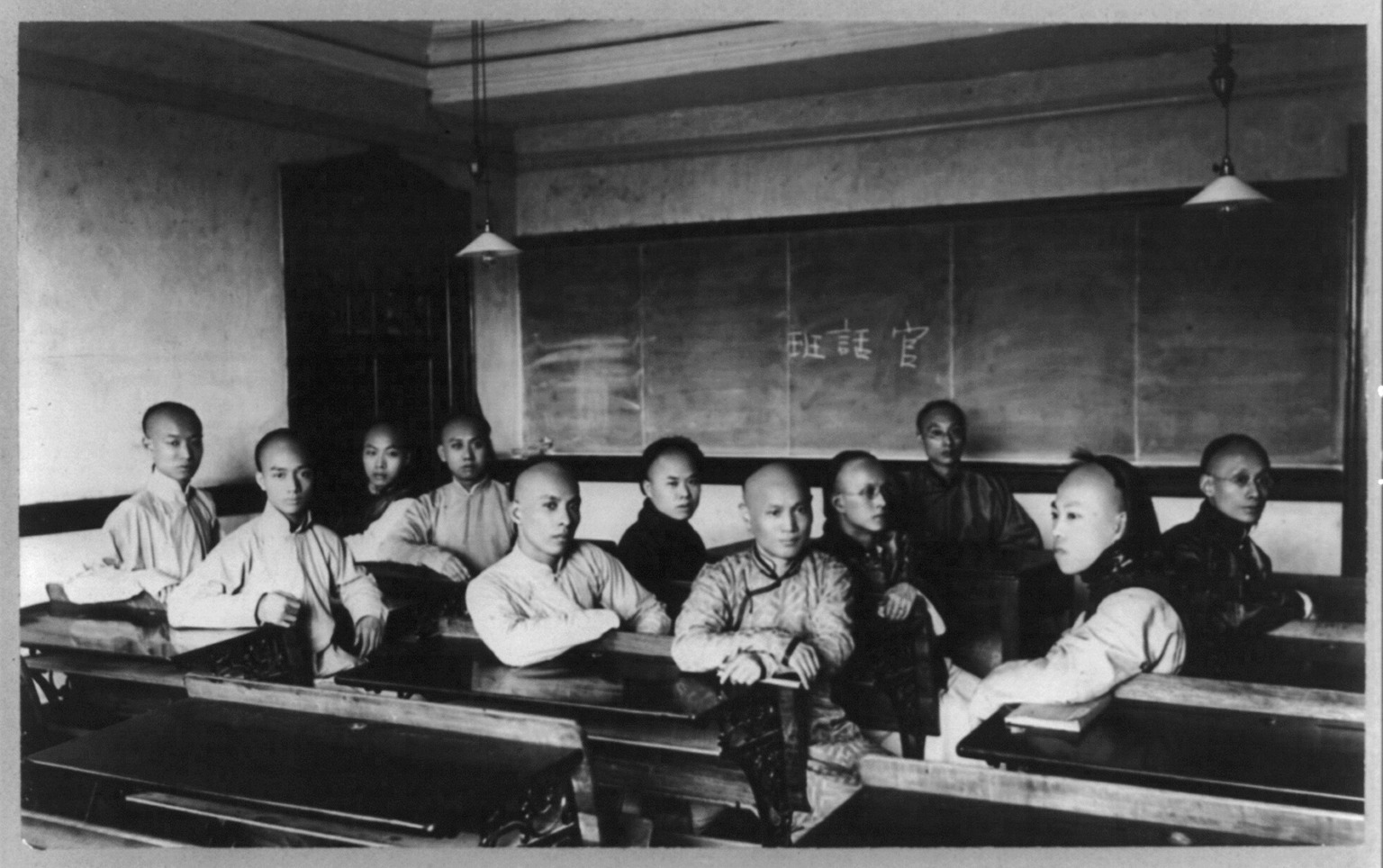
관화 수업, 1900년경

북경은 1420년에 수도가 되었지만, 북경 발음은 청나라 중기까지 남경 표준의 명성에 필적하지 못했다. 1815년까지 로버트 모리슨(Robert Morrison)은 북경 방언이 영향력을 얻고 있다는 것을 인정했지만, 최초의 영-중 사전은 당시의 표준 발음으로 장강(長江) 하구 지역 공용어를 기본으로 하였다. 19세기 중반까지 북경 방언은 지배적이었고 조정과의 모든 사업에 필수적이었다. 새로운 표준은 조셉 엣킨스(Joseph Edkins)(1864), 토마스 프랜시스 웨이드(Thomas Francis Wade) (1867), 허버트 자일스(Herbert Giles)(1873)가 만든 문법책에 설명되어 있다.
20세기 초, 개혁가들은 중국에 국어(國語)가 필요하다고 결심했다. 전통적인 서면 형식인 문언문(文言文, Literary Chinese)은 관방언(官方言, Mandarin dialect)이라고 알려진 다양한 북부 방언에서 어휘와 문법을 끌어온 백화문(白話文, written vernacular Chinese)으로 대체되었다. 교차 방언 구어 표준을 정의하려는 시도가 실패한 후, 단일한 구어 형식을 채택해야 한다는 것을 깨달았다. 유일한 현실적인 후보는 북경에 기반을 둔 관화였는데, 이는 만다린이라고도 하는 현대 표준 중국어로 개조되고 개발되었다.

## 음운
15세기 중반 지어진 신숙주의 정음 초성(성모, initial)의 반전음(retroflex) 2가지가 통합되었다는 점에서 후기 중세 중국어(Late Middle Chinese)와 다르다.
|                    |        | 순음 | 치음 | 치찰음 | 권설음 | 연구개음 | 성문음 |
| ------------------ | ------ | ---- | ---- | ------ | ------ | -------- | ------ |
| 파열음 혹은 파찰음 | 무성음 | p    | t    | ts     | tʂ     | k        | ʔ      |
| 파열음 혹은 파찰음 | 대기음 | pʰ   | tʰ   | tsʰ    | tʂʰ    | kʰ       |        |
| 파열음 혹은 파찰음 | 유성음 | b    | d    | dz     | dʐ     | ɡ        |        |
| 비음               | 비음   | m    | n    |        |        | ŋ        |        |
| 마찰음             | 무성음 | f    |      | s      | ʂ      | x        |        |
| 마찰음             | 유성음 | v    |      | z      | ʐ      | ɣ        |        |
| 접근음             | 접근음 | ʋ    | l    |        | r      |          | ∅      |

신숙주의 체계는 후기 중세 중국어보다 종성이 적다. 특히 종성이 -p, -t, -k로 끝나는 것은 모두 성문 폐쇄음(glottal stop) 종성으로 통합되었다. 이는 현대 강회관화(江淮官話, Jiang-Huai Mandarin)에서도 보인다.
|      | əj  | əw  | əm  | ən  |     | əjŋ | əʔ  | əjʔ  |
| z̩, r̩ |     |     |     |     |     |     | r̩ʔ  |      |
| i    |     | iw  | im  | in  | iŋ  |     | iʔ  |      |
| u    | uj  |     |     | un  | uŋ  | ujŋ | uʔ  | ujʔ  |
| y    |     |     |     | yn  | yŋ  | yjŋ | yʔ  | yjʔ  |
| ɔ    |     |     |     | ɔn  |     |     | ɔʔ  |      |
| je   | jej | jew | jem | jen |     |     | jeʔ |      |
| wɔ   |     |     |     | wɔn |     |     | wɔʔ |      |
| ɥe   |     |     |     | ɥen |     |     | ɥeʔ |      |
| a    | aj  | aw  | am  | an  | aŋ  |     | aʔ  | awʔ  |
| ja   | jaj | jaw | jam | jan | jaŋ |     | jaʔ | jawʔ |
| wa   | waj |     |     | wan | waŋ |     | waʔ | wawʔ |

이 체계는 중모음(mid vowel) [e]과 [ɔ]이 있는데, 현대 표준어 개모음(open vowel) 혹은 저모음(mid vowel) [a]과 통합되었다. 예를 들어, 官과 關은 현대 표준중국어에서 모두  guān이지만, 신숙주 체계에서는 [kwɔn]과 [kwan]이다. 중세 중국어(Middle Chinese)의 평성(平聲, level tone)은 현대 관방언(官方言, Mandarin dialect)에서처럼 초성(성모)의 유성음에 따라 두 음역으로 나뉘었다.
신숙주의 정음과 비교하였을 때, 유럽 선교사들이 기록한 후기 명대 언어의 주요 변화는 유성음성모(voiced initial)의 소실과 [-m] 종성이 [-n]으로 합병된 것이다.  초성(성모) [ʋ-]와 {{IPA|[r-]}은 각각 유성파찰음(voiced fricative) [v-]와 [ʐ-]로 되었다. 중모음(mid vowel)과 저모음(low vowel) 앞에서 [ʔ-]은 [ŋ-]로 통합되었다. 그리고 이 두 초성(성모)은 고모음(high vowel) 앞에서 사라졌다. 18세기 초, 중모음 [e]/[ɔ]는 [a]로 통합되었다.
그러나 현대 북경 발음과 달리, 19세기 초 관화는 여전히 구개음화 연구개음(palatalized velar)과 치파찰음(dental affricate) 사이에서 구분되어, "Peking"과 "Tientsin"이 현대에는 "Beijing"과 "Tianjin"이 되었다.

## 어휘
19세기 이전 관화 발음에 관하여 설명한 문서에서 발견되는 어휘 대부분은 현대 표준 중국어에서도 유지되고 있다. 그러나 보다 광범위하게 살펴보면, 청대 혹은 그 이전 시기 백화에서 나타나는 일부 단어는 표준 발음에 관한 초기 설명에서 빠져 있다. 새롭게 흔하게 사용된 어휘들을 예를 들면, hē 喝(마시다), hěn 很(매우), suǒyǒude 所有的 (모든), zánmen 咱們(청자도 포함하는 의미의 '우리')가 있다.
다른 경우, 19세기 후반, 어느 한 단어의 북방형 발음이 그것의 남방형 발음을 대체하였다. 예를 들어 dōu 都(모든) (공식적으로는 dū), hái 還(여전히, 아직도)(공식적으로는 huán)이 그것이다.

## 참고 문헌
현대 연구
- Coblin, W. South (2003), “A sample of eighteenth century spoken Mandarin from north China”, 《Cahiers de Linguistique Asie Orientale》 32 (2): 195–244, doi:10.3406/clao.2003.1632.
- ——— (2007), 《Modern Chinese Phonology: From Guānhuà to Mandarin》, Collection des Cahiers de Linguistique – Asie Orientale 11, École des hautes études en sciences sociales, Centre de recherches linguistiques sur l'Asie orientale, ISBN 978-2-910216-10-8.
- Kim, Kwangjo (1991), 《A phonological study of Middle Mandarin: reflected in Korean sources of the mid-15th and early 16th centuries》 (PhD thesis), University of Washington, OCLC 24343149.
- Kim, Youngman (1989), 《Middle Mandarin Phonology: A Study Based on Korean Data》 (PhD thesis), Ohio State University, OCLC 753733450.

초기 유럽인 제작 사전 및 문법서
- Edkins, Joseph (1864), 《A Grammar of the Chinese Colloquial Language Commonly Called the Mandarin Dialect》, Shanghai: Presbyterian Mission Press.
- Giles, Herbert Allen (1873), 《A dictionary of colloquial idioms in the Mandarin dialect》, Shanghai: A.H. de Carvalho.
- Morrison, Robert (1815), 《A grammar of the Chinese language》, Serampore: Mission Press, OCLC 752224.
- ——— (1815–1822), 《A dictionary of the Chinese language》, London: Kingsway, Parbury and Allen, OCLC 978083830.
- Prémare, Joseph (1847) [1730], 《Notitia Linguae Sinicae》, trans. by James G. Bridgman, Office of Chinese repository.
- Stent, George Carter (1871), 《A Chinese and English Vocabulary in the Pekinese Dialect》, Shanghai: Customs Press.
- Thom, Robert (1846), 《The Chinese Speaker; Or Extracts from Works Written in the Mandarin Language, as Spoken at Peking》, Ningpo: Presbyterian Mission Press.
- Trigault, Nicolas (1626), 《Xiru Ermu Zi (西儒耳目資)》 [Aid to the Eyes and Ears of Western Literati]. Volumes 1, 2 and 3.
- Varo, Francisco (1704), 《Arte de la lengua mandarina》.
  - Coblin, W. South; Levi, Joseph A., 편집. (2000), 《Francisco Varo's Grammar of the Mandarin Language, 1703: An English Translation of 'Arte de la Lengua Mandarina'》, John Benjamins Publishing, ISBN 978-1-55619-606-5.
- Wade, Thomas Francis (1867), 《Yü-yen Tzŭ-erh Chi, a Progressive Course Designed to Assist the Student of Colloquial Chinese, as Spoken in the Capital and the Metropolitan Department》, Trübner. Volumes 1 and 2.
- Williams, Samuel Wells (1844), 《English & Chinese vocabulary in the court dialect》, Macao: Office of the Chinese Repository.
- ——— (1874), 《A syllabic dictionary of the Chinese language》, Shanghai: American Presbyterian Mission Press.